# مکس (فیلم ۲۰۱۵)
مکس (انگلیسی: Max) یک فیلم خانوادگی، ماجراجویی و جنگی آمریکایی به کارگردانی بوآز یاکین و نویسندگی شلدون لتیچ که در سال ۲۰۱۵ منتشر شد. از بازیگران این فیلم می‌توان به توماس هیدن چرچ، لورن گراهام، رابی امل و جی هرناندس اشاره کرد. ادامه این فیلم با عنوان مکس ۲: قهرمان کاخ سفید در سال ۲۰۱۷ منتشر شد.
کایل، یکی از تفنگداران دریایی ارتش آمریکا در جنگ افغانستان کشته می‌شود، سگ جنگی‌اش مکس، از استرس رنج می‌برد. این سگ تقریباً از لحاظ روحی و جسمی رو به نابودی بود که برادر کایل، یعنی جاستین او را زیر پر و بال خود می‌گیرد و نجاتش می‌دهد و…

## داستان
مکس، یک سگ نظامی بلژیکی مالینویز که برای کمک به تفنگداران دریایی ایالات متحده در افغانستان استفاده می‌شود، توسط کایل وینکات اداره می‌شود. زمانی که اسلحه‌های ضبط شده توسط تیمش ناپدید می‌شوند، کایل مورد بازجویی قرار می‌گیرد. او با درک اینکه دوستش تایلر هارن در میان کسانی است که درگیر این معاملات پنهانی است، به تایلر هشدار می‌دهد که نمی‌تواند او را پوشش دهد. سپس آن دو با تیم خود به میدان نبرد می‌روند و مکس در نقطه مقابل قرار دارد. مکس هنگام پیشروی به سمت یک بمب‌گذار انتحاری، بر اثر انفجار مجروح می‌شود. در درگیری مسلحانه بعدی، کایل مورد اصابت گلوله قرار می‌گیرد و کشته می‌شود.
جاستین برادر کایل که با فروش بازی‌های ویدیویی کپی شده غیرقانونی پول درمی‌آورد، مادرشان پاملا و پدرشان ری از مرگ او مطلع می‌شوند. پس از اینکه جسد کایل برای دفن به خانه آورده می‌شود، دیگر تفنگداران دریایی متوجه می‌شوند که مکس تنها زمانی آرام است که در اطراف جاستین باشد، ظاهراً احساس می‌کند که او برادر کایل است. خانواده سگ را به فرزندی قبول می‌کنند، که در غیر این صورت به خاطر رفتار آشفته‌اش کشته می‌شد. جاستین در ابتدا نمی‌خواهد با مکس کار کند، اما در نهایت با او گرم می‌شود. جاستین در حین ملاقات با دوستش چوی، با کارمن پسر عموی چوی ملاقات می‌کند که به او پیشنهاد می‌کند به خانه او برود و چند ترفند برای مکس به او نشان دهد. کم‌کم رفتار مکس در اطراف افراد دیگر بهتر می‌شود.
تایلر یک شب از وینکوت‌ها بازدید می‌کند و واکنش تهاجمی مکس را برانگیخته است. بعداً، پس از چهارم ژوئیه، ری از تایلر می‌پرسد که واقعاً چه اتفاقی افتاده است. تایلر اشاره می‌کند که مکس به کایل روی آورده و باعث شده است که او سلاحش را روی خودش پرتاب کند و منجر به مرگ او شود. جاستین تصمیم می‌گیرد موضوع را بررسی کند. او یک دی وی دی از آموزش کایل مکس را دریافت می‌کند. او بعداً با یکی از دوستان کایل، گروهبان ریس، برای کمک تماس گرفت.
بعداً، امیلیو، پسر عموی دیگر چوی، یکی از اعضای کارتل، به جاستین نزدیک می‌شود و او را به خاطر یک بازی ویدیویی تحت فشار قرار می‌دهد. پس از آن، جاستین و مکس به دنبال امیلیو وارد جنگل می‌شوند، جایی که آنها مخفیانه ملاقاتی بین اعضای کارتل و تایلر را مشاهده می‌کنند که سعی می‌کند سلاح‌های دزدیده شده را به آنها بفروشد. سگ‌های کارتل مکس را حس می‌کنند و به دنبال او می‌دوند. مکس با آنها مبارزه می‌کند و یکی از سگ‌ها را به شدت زخمی می‌کند، در حالی که جاستین فرار می‌کند و دوچرخه خود را پشت سر می‌گذارد. وقتی به خانه می‌رسد، تایلر و استک، نگهدارنده سگ کارتل را می‌یابد که در غوغا مجروح شده است. آنها با تظاهر به بی‌گناهی، مکس را متهم به آسیب رساندن می‌کنند و خواستار مرگ او می‌شوند.
مکس توسط افسران کنترل حیوانات گرفته می‌شود اما فرار می‌کند. در همین حال، ری تایلر را در حال انجام یک معامله تجاری با کارتل دستگیر می‌کند اما توسط امیلیو گروگان گرفته می‌شود. مکس به خانه می‌رسد و جاستین، چوی و کارمن را برای نجات ری به جنگل می‌برد. در مواجهه با کارتل، امیلیو و آخرین سگ کارتل را ناتوان می‌کنند و ری را نجات می‌دهند. تایلر جاستین را تعقیب می‌کند در حالی که استک به دنبال ری است. در نهایت، زمانی که ری به وانت آفرود او شلیک می‌کند و باعث تصادف او می‌شود، استک کشته می‌شود و باعث می‌شود که کامیون منفجر شود و تمام مهمات را از بین ببرد. تایلر جاستین را به پل آسیب دیده گوشه می‌دهد و او را تهدید به شلیک می‌کند. مکس حواس تایلر را پرت می‌کند و به جاستین اجازه می‌دهد تایلر را از تعادل خارج کند، که سپس به مکس اجازه می‌دهد به تایلر حمله کند و جان جاستین را نجات دهد. این دو از کنار پل کوبیده می‌شوند. در حالی که تایلر بر اثر سقوط کشته می‌شود، مکس مجروح می‌شود اما زنده می‌ماند. پس از آن، امیلیو دستگیر و روانه زندان می‌شود.
خانواده از مکس به خانه خود استقبال می‌کنند. بعد از اینکه جاستین و مکس از قبر کایل دیدن کردند، چوی و کارمن را برای شام دعوت کردند.

## ساخت
فیلمبرداری اصلی در ۱۲ مه ۲۰۱۴ در کارولینای شمالی آغاز شد.

## انتشار فیلم
این فیلم برای اکران در ایالات متحده در ۳۰ ژانویه ۲۰۱۵ برنامه‌ریزی شده بود. سپس به ۲۱ اوت ۲۰۱۵ بازگردانده شد و در ۳ مارس ۲۰۱۵ دو ماه به ۲۶ ژوئن ۲۰۱۵ منتقل شد.

## بازخوردها
- در راتن تومیتوز، این فیلم بر اساس رای ۹۸ منتقد، ۳۷ درصد محبوبیت دارد و میانگین امتیاز ۴٫۸ از ۱۰ را دارد.[۶]
- در متاکریتیک، فیلم بر اساس رای ۲۵ منتقد، میانگین وزنی ۴۷ از ۱۰۰ امتیاز را دارد که نشان‌دهنده «بررسی‌های مختلط یا متوسط» است.[۷]
- تماشاگرانی که توسط سینماسکور نظرسنجی کردند به فیلم نمره متوسط "A" در مقیاس A+ تا F دادند.[۸]
- در ایالات متحده و کانادا، مکس در کنار تد ۲ اکران شد، و پیش‌بینی می‌شد در آخر هفته افتتاحیه‌اش حدود ۱۰ میلیون دلار از ۲۸۵۰ سینما بفروشد.[۹] ۵۰۰٫۰۰۰ دلار از نمایش‌های پنجشنبه شب و ۴٫۳ میلیون دلار در روز افتتاحیه (شامل پیش نمایش‌های پنجشنبه) به دست آورد.[۱۰][۱۱] در آخر هفته افتتاحیه خود، ۱۲٫۲ میلیون دلار به دست آورد و در میان تمام فیلم‌های پس از دنیای ژوراسیک، درون و بیرون، و تد ۲ جایگاه چهارم را کسب کرد.[۱۲]

## دنباله فیلم
دنباله‌ای بنام، مکس ۲: قهرمان کاخ سفید، در ۵ مه ۲۰۱۷ در سینماها اکران شد. در ۹ می ۲۰۱۷ به صورت دیجیتالی منتشر شد و در ۲۳ می ۲۰۱۷ به صورت بلوری و دی‌وی‌دی منتشر شد. با این حال، این دنباله نسبت به فیلم قبلی ضعیف‌تر و خانواده پسندتر بود.